# Āltī Āghāj-e Bālā
Āltī Āghāj-e Bālā (persiska: آلتی آقاج, Āltī Āghāj-e Bozorg, آلتی آغاج بزرگ, آلتی آغاج بالا) är en ort i Iran.   Den ligger i provinsen Golestan, i den norra delen av landet, 500 km nordost om huvudstaden Teheran. Āltī Āghāj-e Bālā ligger 856 meter över havet och antalet invånare är 447.
Terrängen runt Āltī Āghāj-e Bālā är kuperad. Runt Āltī Āghāj-e Bālā är det ganska glesbefolkat, med 48 invånare per kvadratkilometer. Närmaste större samhälle är Kasan, 11,4 km söder om Āltī Āghāj-e Bālā. Trakten runt Āltī Āghāj-e Bālā består till största delen av jordbruksmark.